# Al Aoula
Pour les articles homonymes, voir TVM.
Al Aoula («La Première», en arabe : الأولى), également appelée Télévision marocaine (en arabe : التلفزة المغربية), est la première chaîne de télévision généraliste publique marocaine. En janvier 2018, elle est la deuxième chaîne la plus regardée au Maroc avec 9% d'audience, derrière 2M.

## Histoire
Le 3 mars 1961, cinq ans après l'indépendance du Maroc, la chaîne publique marocaine TVM commence ses émissions en noir et blanc. En 1972, la couleur Sécam b est introduite.
En mars 1993, la TVM entame son passage au numérique pour ses activités de production. L'équipement de la TVM est renforcé par l'acquisition de caméras numériques mises à la disposition du service de reportages, d'unités numérisées et de postproduction avec clavier électronique à Rabat et Casablanca.

Logo de la TVM jusqu'en 2005.
Logo de la TVM jusqu'au 27 avril 2007.

Le 28 avril 2007, la TVM change de nom et d'habillage pour devenir « Al Aoula » (« La Première ») et présente sa nouvelle grille de programmes qui se veut plus proche des Marocains.

## Organisation

### Dirigeants
- Fayçal Laraïchi[3] : président directeur général de la Société nationale de radiodiffusion et de télévision (SNRT)
- Mohamed Ayad : directeur général de la SNRT
- Omar Errami : Directeur de la production et de l’antenne
- Fatima Baroudi[4] : directrice de l'information[5]
- Yassine Drissi : directeur des programmes
- Fatima El Moumen : directrice des relations internationales
- Said Zaddouk : directeur des programmes à Arriadia

### Statut
Le statut d'Al Aoula est passé successivement du régime de la capacité juridique et de l'autonomie financière à celui de l'établissement public, puis à son intégration à l'administration centrale du ministère de la Communication, avec un budget annexe.

### Capital
Al Aoula appartient à 100 % à la SNRT, qui est une société de participation détenue par l'État marocain. Al Aoula assure l'équilibre de son budget grâce à une subvention de l'État marocain en plus d'une redevance en forme de contribution indexée sur la consommation d'énergie des foyers, de l'excédent des recettes du Service autonome de publicité (SAP), ainsi que des recettes diverses résultant des revenus de ses prestations de services.
Le Ministère de la Communication a mis à la disposition de la TVM pour les années 1995 et 1996 une enveloppe de près de 13 millions de dirhams. Le budget de fonctionnement de cette organisation a connu une augmentation appréciable en 1996 pour atteindre 598 millions de dirhams pour l'année budgétaire 1996-1997.

## Programmes
L'information demeure un élément central et privilégié dans la grille. La série documentaire Amouddou (أمودُّو, Voyage), diffusée pour la première fois en 2002, les fictions comme Zinat Al Hayat, une Telenovela sur l'immobilier de cent-vingt épisodes produite par la SNRT et diffusée du lundi au vendredi en 2011 ou la série épique Al Gharib (L'Étranger) en 2012 sont des programmes typiques de la nationale 1. Les séries marocaines peuvent avoir une audience de 35 %.
En 2018, le ramadan a un impact positif sur l'audience.

### Les journaux télévisés
- 13 h : JT arabophone qui décrypte les informations de la mi-journée.
- 18 h 30 : JT francophone présenté du lundi au vendredi par  Imane Ablou, Oumaima Ramli, Nisrine Aouzdagh et Meryem El missi
- 20 h : le JT hispanophone par Yassine Drissi[12], et dialecte.
- 21 h : JT arabophone principal[13] qui traite de l'actualité nationale et internationale ; c'est le journal le plus regardé au Maroc[réf. souhaitée].
- Dernière édition : rappel des informations de la journée

En 2012, l'Institut royal des études stratégiques (IRES) publie un rapport donnant la répartition de la confiance des téléspectateurs à 41,5 % pour les chaînes arabes satellitaires contre 33,8 % pour la nationale 1.

### Émissions
Chaque matin à 7h, la chaine entame ses programmes par une diffusion de l'hymne national marocain suivie d'une récitation du Coran. 
- émission de divertissement : le 20 mai 2017, l'émission de télé-réalité Lalla Laârossa[6],[16] a un record d'audience de 68 %; émission d'humour Caméra Dahka[17],[18] (cachée)
- émission de débat politique Hiwar, culturelle Macharif[19], de reportages Aji tchouf, de santé Assiha awalan, sur la religion Fi dilal al Islam
- émission de société Moudawala[20], Le Médiateur; sur la famille Oussar wa houlloul, Ilayki; d'art culinaire Maadouba; de conseils Stahlak bla mathlak
- émission d'investigation 45 muntes[19]; sur l'économie Écho eco, Économia; de cinéma Ciné club
- Fi dakira
- Li nissae kalima
- Kadaya wa arae
- Maroc Net
- Wlidate al Maghrib
- Rawabit
- Soirée Al Aoula : émission de divertissement avec des jeux, de la musique, et des interviews

Comme pour chaque chaine TV et Radio de la SNRT, la retransmission de la Prière du vendredi, y est diffusé depuis une mosquée du Maroc, généralement depuis Rabat. 

## Diffusion
Disposant de deux studios à Rabat et deux à Casablanca, Al Aoula couvre les deux tiers du territoire marocain estimé à 718 000 km2 avec un réseau hertzien de 15 042 km et ses soixante-quatre relais raccordés au réseau de l'Eurovision, Maghrébvision et à la station terrienne de télécommunications de Shoul.

TV Laâyoune

Depuis le 3 mars 1993, les programmes de la TVM sont transmis par le satellite européen Eutelsat 2F3. À partir de cette date, les programmes sont suivis par la communauté marocaine à l'étranger. Les objectifs de la transmission d'Al Aoula par satellite sont de deux sortes : répondre aux désirs des téléspectateurs internationaux et présenter à l'opinion internationale l'image du Maroc moderne.
Le 6 novembre 2004, la chaîne crée une déclinaison régionale, TV Laâyoune, dans la région de Laâyoune-Boujdour-Sakia el Hamra au sud du royaume. Le 15 avril 2015, la chaîne est diffusée en haute définition,. Le 14 juillet 2017, le format d'image de la chaîne SD d'Al Aoula passe de 4:3 à 16:9.

## Jumelage
- Radio-télévision du Portugal (Portugal) : RTP1, RTP2